# 罗朗德里约
罗朗德里约（法語：Roz-Landrieux，法語發音：[ʁo lɑ̃dʁijø]）是法国伊勒-维莱讷省的一个市镇，属于圣马洛区。

## 地理
罗朗德里约（48°32'36"N, 1°48'57"W）面积18.1 平方千米，位于法国布列塔尼大區伊勒-维莱讷省，该省份为法国西北部沿海省份，位于布列塔尼半岛东部，北濒大西洋，西接阿摩尔滨海省和莫尔比昂省，南至大西洋卢瓦尔省，西南端接曼恩-卢瓦尔省，东临马耶讷省，东北与芒什省接壤。
与罗朗德里约接壤的市镇（或旧市镇、城区）包括：巴盖尔莫尔旺、布列塔尼地区多勒、拉弗雷奈、利勒梅尔、蒙多勒、普莱盖尔。

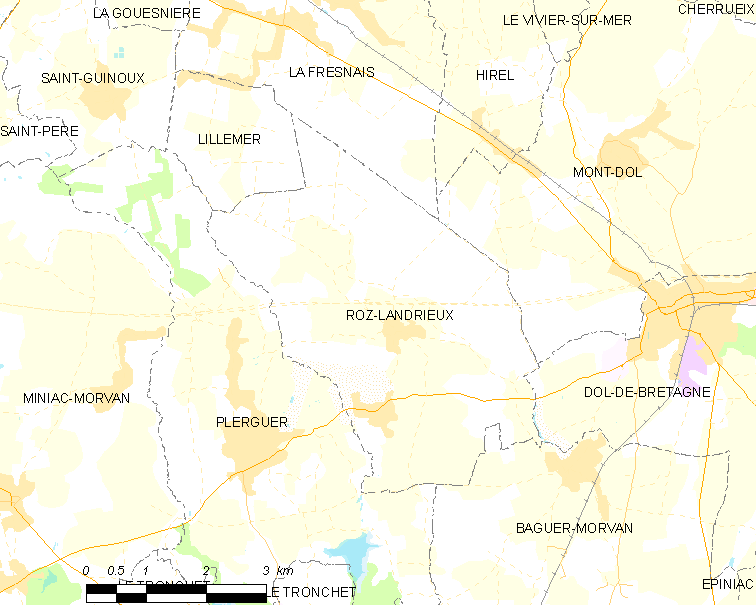
罗朗德里约的OSM定位图

罗朗德里约的时区为UTC+01:00、UTC+02:00（夏令时）。

## 行政
罗朗德里约的邮政编码为35120，INSEE市镇编码为35246。

## 政治
罗朗德里约所属的省级选区为布列塔尼地区多勒县。

## 人口

1962-2008年间罗朗德里约人口变化图示

罗朗德里约于2022年1月1日时的人口数量为1376人。